# Юн Джун Гю
Юн Джун Гю (кор. 윤종규; род. 20 марта 1998, Пхохан, Кёнсан-Пукто) — южнокорейский футболист, защитник клуба «Кимчхон Санму» и сборной Южной Кореи.

## Игровая карьера

### Клубная карьера
В 2017 году Юн перешёл в клуб «Сеул», но был отдан в аренду в «Кённам», в котором играл до конца сезона. По окончании сезона вернулся в «Сеул», за который дебютировал в Кей-лиге 6 октября 2018 года в матче против «Чоннам Дрэгонз», где сыграл полный матч; матч закончился победой «Чоннама» со счётом 1:0.
С сезона 2019 года он стал основным игроком «Сеула», которым и являлся до своего призыва на военную службу в 2023 году. После призыва на военную службу Юн перешёл в клуб «Кимчхон Санму», который является армейским клубом в стране.

### Карьера в сборной
Юн имеет опыт выступления за юношескую и молодёжную сборные, выиграв в составе молодёжной сборной чемпионат Азии 2020 года.
Осенью 2022 года был включён в состав сборной Южной Кореи на чемпионат мира 2022 года, но на турнире на поле так и не вышел.